# دیپ پرپل در سنگ
دیپ پرپل در سنگ (به انگلیسی: Deep purple in Rock) که با نام در سنگ (به انگلیسی: in Rock) نیز شناخته می‌شود، نام آلبومی از گروهِ موسیقی راک انگلیسی، دیپ پرپل است که در ژوئن ۱۹۷۰ منتشر شد.
این آلبوم، چهارمین آلبوم گروه است و اولین آلبومی است که از ترکیبِ نفراتِ Mark II در گروه استفاده می‌شود، رود ایوانز (خواننده) و نیک سیمپر (نوازندهٔ گیتار بیس) در سال ۱۹۶۹ از گروه اخراج می‌شوند و ایان گیلان و راجر گلاور جایگزین آنها می‌شود.
با این آلبوم گروه به موفقیت‌های بیشتری در اروپا دست یافت و توانست در بریتانیا نیز تا جایگاه چهارم بالا آید و برای چهار ماه در چارت باقی بماند. گروه آلبوم را با یک تورکنسرتِ موفقِ با نام تور جهانی در سنگ حمایت کرد؛ که نزدیک به ۱۵ ماه به درازا انجامید.
اگرچه این اولین آلبومِ گروه است که در آن از ترکیب نفراتِ Mark II استفاده می‌شود، اما پیش‌تر نیز این ترکیب نفرات در آلبومی زنده بنامِ کنسرتو برای گروه و ارکستر نیز با هم مشارکت داشتند. دو تک‌آهنگِ «Hallelujah» و «Black Night» برای این آلبوم منتشر شدند که تک‌اهنگِ دوم تا جایگاهِ دوم جدول بریتانیا نیز بالا آمد.
در سال ۲۰۰۵ آلبوم از سوی مجلهٔ بریتانیایی کلاسیک راک جایزهٔ Classic Rock Roll Of Honour را دریافت کرد که این جایزه به ایان پیس، ایان گیلان و جان لرد ارائه شد.

## فهرست ترانه‌ها
1. Speed King
2. Bloodsucker
3. Child in Time
4. Flight of the Rat
5. Into the Fire
6. Living Wreck
7. Hard Lovin' Man

## دست اندرکاران
دیپ پرپل:
- ریچی بلکمور - گیتار
- ایان پیس - درام
- ایان گیلان - خواننده
- جان لرد - کیبورد، ارگ
- راجر گلاور - بیس گیتار